# Водовіддача гірських порід
Водовіддача гірських порід (рос. водоотдача горных пород, англ. yield of water of rock; нім. Wasserabgabefähigkeit f der Gesteine n pl) — здатність насичених водою гірських порід віддавати воду шляхом вільного стікання під впливом сили тяжіння чи в результаті відкачування.
Механізм В. визначається співвідношенням капілярних сил і сил, що долають їх дію (гравітація або зовнішній тиск).
Водовіддача оцінюється відсотковим відношенням об'єму води, що вільно витікає із зразка породи, до об'єму цього зразка; кількістю води (в л), що витікає з 1 м³ породи (питома В.г.п.), а також коеф., який визначається як різниця між повною і макс. молекулярною вологоємністю. У масивах визначають коеф. гравітаційної В.г.п., який відображає запаси води, що віддаються шляхом вільного її стікання під впливом сили тяжіння та коеф. пружної В.г.п., який відповідає пружним запасам підземних вод і визначається за даними дослідних відпомпувань. В.г.п. зростає із збільшенням крупності частинок порід, відкритої пористості, тріщинуватості і збільшенням гідрофобності г.п. В.г.п. — осн. характеристика при виборі способів водозахисту гірничих виробок, а також для розрахунку експлуатац. запасів підземних вод.
Крупнозернисті піски, галька і гравій відрізняються високою водовіддачою, а торф i глина — дуже малою.